# 扎克·加勒特
扎克·加勒特（Zach Garrett，1995年4月8日—）生于密苏里州惠灵顿，是一名美国射箭运动员。加勒特8岁时开始参加正式的射箭比赛，14岁时参加全国性反曲弓比赛。2013年开始，他移居至加州丘拉维斯塔，并在那里接受更系统的训练。2016年，他成功入选美国奥运男子射箭队，并最终在同年的里约奥运获得男子团体项目银牌。